# 甲賀都市圏
甲賀都市圏（こうかとしけん）は、滋賀県甲賀市（旧水口町）を中心とする都市圏である。

## 定義
一般的な都市圏の定義については都市圏を参照のこと。

### 「10% 都市圏（通勤圏）」
甲賀市（旧水口町）を中心とする都市雇用圏（10% 通勤圏）に含まれる自治体は湖南市・日野町で、都市雇用圏全体の人口は約17万人（2010年国勢調査基準）。
都市雇用圏（10% 通勤圏）の変遷
- 10% 通勤圏に入っていない自治体は、各統計年の欄で灰色かつ「-」で示す。

| 自治体 ('90) | 1995年                | 2000年                 | 2005年                 | 2010年                 | 自治体 （現在） |
| ------------ | --------------------- | ---------------------- | ---------------------- | ---------------------- | --------------- |
| 日野町       | -                     | 水口 都市圏 10万1074人 | 甲賀 都市圏 17万1987人 | 甲賀 都市圏 17万0239人 | 日野町          |
| 石部町       | -                     | -                      | 甲賀 都市圏 17万1987人 | 甲賀 都市圏 17万0239人 | 湖南市          |
| 甲西町       | -                     | -                      | 甲賀 都市圏 17万1987人 | 甲賀 都市圏 17万0239人 | 湖南市          |
| 土山町       | 水口 都市圏 7万5836人 | 水口 都市圏 10万1074人 | 甲賀 都市圏 17万1987人 | 甲賀 都市圏 17万0239人 | 甲賀市          |
| 甲賀町       | 水口 都市圏 7万5836人 | 水口 都市圏 10万1074人 | 甲賀 都市圏 17万1987人 | 甲賀 都市圏 17万0239人 | 甲賀市          |
| 水口町       | 水口 都市圏 7万5836人 | 水口 都市圏 10万1074人 | 甲賀 都市圏 17万1987人 | 甲賀 都市圏 17万0239人 | 甲賀市          |
| 甲南町       | 水口 都市圏 7万5836人 | 水口 都市圏 10万1074人 | 甲賀 都市圏 17万1987人 | 甲賀 都市圏 17万0239人 | 甲賀市          |
| 信楽町       | -                     | -                      | 甲賀 都市圏 17万1987人 | 甲賀 都市圏 17万0239人 | 甲賀市          |

- 2004年10月1日：甲賀郡水口町・甲南町・甲賀町・土山町・信楽町が新設合併し、甲賀（こうか）市が発足。同日、甲賀郡石部町・甲西町が新設合併し、湖南（こなん）市発足。

## 脚註
1. ↑  平成26年度総合調査研究